# Жена (Тимиш)
Жена (рум. Jena) насеље је у Румунији у округу Тимиш у општини Гавождија. Oпштина се налази на надморској висини од 147 m.

## Прошлост
По "Румунској енциклопедији" место се помиње 1285. године. Село је постојало цело време у континуитету - 1548, 1690, 1717. године.
Аустријски царски ревизор Ерлер је 1774. године констатовао да место "Schoenna" (Жена) припада Букошничком округу, Карансебешког дистрикта. У селу је поштанска станица, а становништво је било претежно влашко.

## Становништво
Према подацима из 2002. године у насељу је живело 563 становника.

### Попис2002.
| Расподела становништва по националности 2002.‍ | Расподела становништва по националности 2002.‍ | Расподела становништва по националности 2002.‍ | Расподела становништва по националности 2002.‍ | Расподела становништва по националности 2002.‍ |
| --------------------------------------------- | --------------------------------------------- | --------------------------------------------- | --------------------------------------------- | --------------------------------------------- |
|                                               |                                               |                                               |                                               |                                               |
| Румуни                                        | Румуни                                        |                                               | 537                                           | 95,6%                                         |
| Мађари                                        | Мађари                                        |                                               | 8                                             | 1,4%                                          |
| Украјинци                                     | Украјинци                                     |                                               | 17                                            | 3,0%                                          |